# 1,5-diazabicyclo(4.3.0)non-5-een
1,5-diazabicyclo[4.3.0]non-5-een, doorgaans afgekort tot DBN, is een heterocyclische verbinding met als brutoformule C7H12N2. De stof komt voor als een kleurloze tot lichtgele heldere vloeistof, die goed oplosbaar is in water. 

## Toepassingen
Benzothiofeen wordt voornamelijk in de organische synthese ingezet, onder andere als basische katalysator bij bepaalde omleggingen en bij een dehydrohalogenering.

## Toxicologie en veiligheid
DBN is corrosief voor de huid, de ogen en het ademhalingsstelsel. Bij aanraking ontstaan er brandwonden.